# Marco Antonio Nicodemi

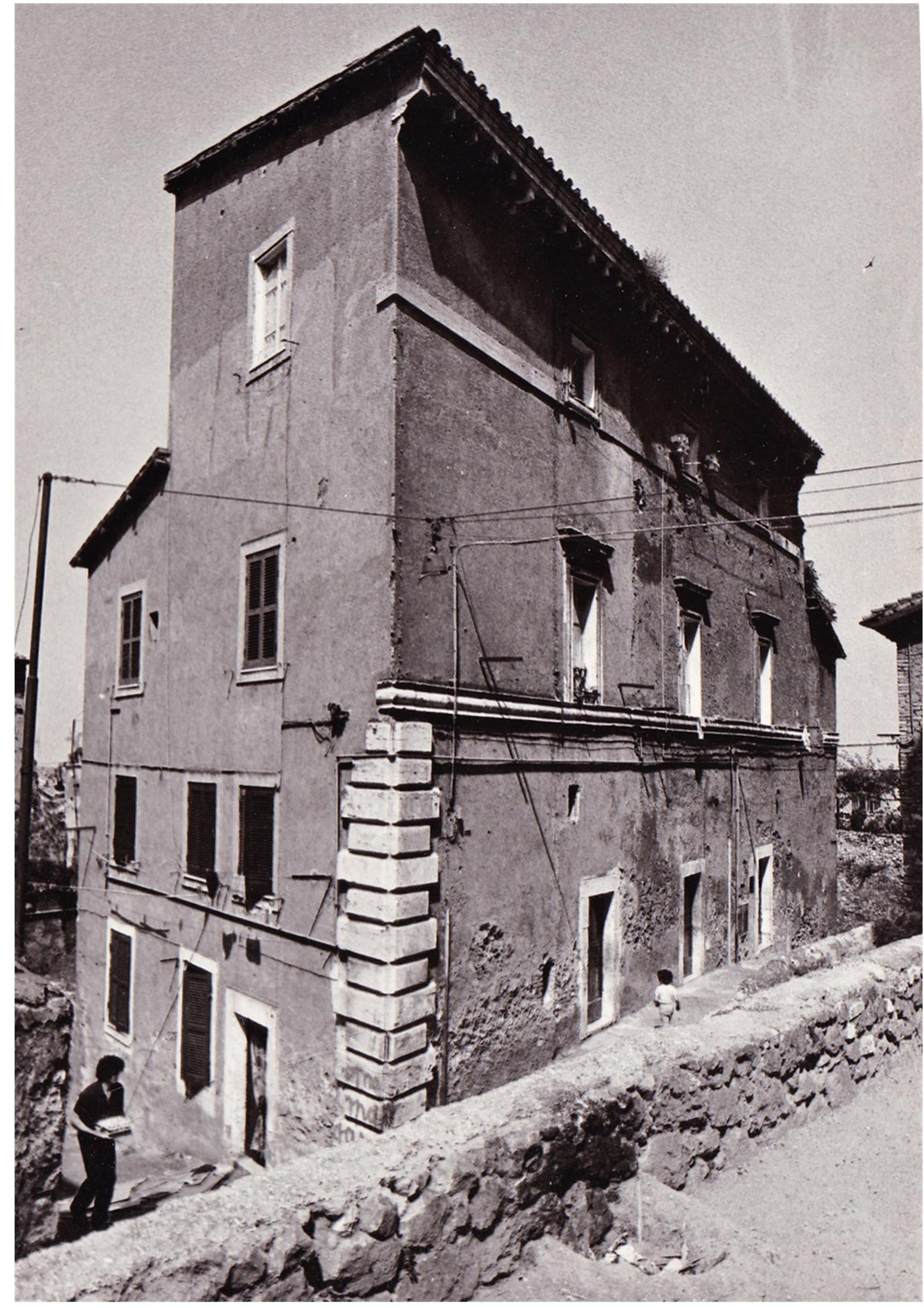
Palazzo Nicodemi a Tivoli in una foto del 1982. Semidistrutto dai bombardamenti americani della seconda guerra mondiale,fu ricostruito rispettandone lo stile del XVI secolo

Marco Antonio Nicodemi (Tivoli, circa 1550 – Roma, post 1591) è stato uno storico italiano.

## Biografia
La sua famiglia , dedita al mestiere delle armi, era oriunda di Sanseverino, ma già trasferita a Tivoli da molto tempo , perché l'annalista tiburtino Giovanni Maria Zappi, elencava casa Nicodemi tra quelle dei gentiluomini della città . Egli stesso scriveva che Tivoli  , patria sua, custodiva le memorie e le ceneri dei suoi avi . Suo padre, Luciano, si era arruolato al soldo di Ferdinando di S. Severino, principe di Salerno e nel 1550 aveva eretta una casa a Tivoli, che tuttora si scorge tra Via Taddei e Via Campitelli, ricostruita dopo le distruzioni della seconda guerra mondiale. Frequentò l'Accademia degli Agevoli a Tivoli, nata per l'auspicio dell'arcivescovo di Siena Francesco Bandini Piccolomini nel 1571 con l'idea di riunire persone eminenti per notorietà e cultura , e in quelle riunioni ebbe lo stimolo per interessarsi della storia patria, sull'entusiasmo della costruzione, ormai completata, della Villa d'Este, che, nell'appartamento inferiore aveva visto affrescate alcune sale con fatti leggendari attinenti alla mitica origine di Tivoli e le imprese di Ercole. E pur alla morte del cardinale di Ferrara Ippolito II d'Este nel 1572, l'arcivescovo Bandini Piccolomini, pur senza carismi ufficiali, fu considerato capo del sodalizio sino alla sua morte avvenuta a Roma nel 1588. In questi anni, sebbene l'Accademia apparentemente fosse caduta nell'inazione, si maturava un nuovo corso d'interessi culturali, specialmente di carattere storico, che si manifestarono durante il successivo governatorato del cardinale Luigi d'Este (1572-1586), anni che coincidono con la stesura dell'opera del Nicodemi. Nel 1579 e nel 1580 N. partecipava alla vita amministrativa di Tivoli in qualità di consigliere comunale ed esercitava lodevolmente la professione di medico. Trasferitosi a Roma già dopo il 1580, vedeva morire la prima moglie nel 1589; successivamente il medico tiburtino sposò a Tivoli Eufrasia Lentoli, vedova del tiburtino Michelangelo Pane, il 4 novembre 1590. Dopo il 1591 il suo nome non si ritrova in nessun documento locale. Si presume quindi che si spegnesse a Roma .

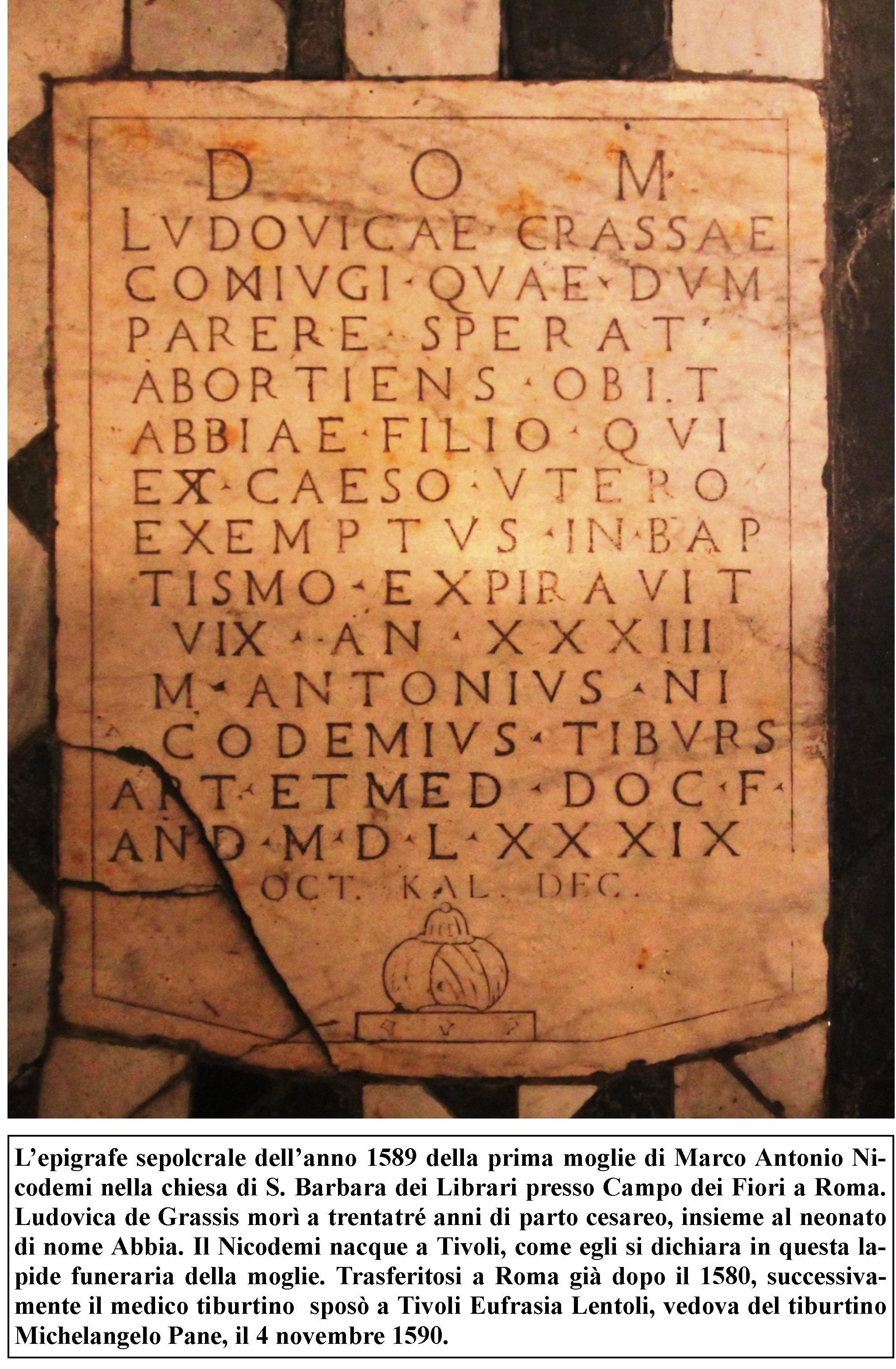

## Opere
Ha scritto una "Tiburis urbis Historia", il cui unico esemplare a stampa, mutilo delle ultime pagine, è conservato nella Biblioteca Universitaria Alessandrina di Roma, collocazione "Rari 159", da cui derivarono i manoscritti conosciuti , tra cui quello conservato nell'Istituto Archeologico Germanico, ora disponibile per consultazione anche sul web. La copia manoscritta eseguita nel 1907 da Raffaele del Re, con la traduzione italiana a fronte, è conservata invece nel Fondo Antico della Biblioteca Comunale di Tivoli.. La trascrizione curata nel 1926 da Amedeo Bussi e Vincenzo Pacifici è ora disponibile sul web 
. Una moderna traduzione italiana del primo libro è disponibile nel XXVI volume degli "Annali del Liceo Classico Amedeo di Savoia", pp. 81–105 . La moderna traduzione italiana del secondo libro è disponibile nel XXVII volume degli "Annali del Liceo Classico Amedeo di Savoia", pp. 95–117 . La moderna traduzione del terzo libro negli "Annali 2015", pp. 109–125..
Nel 2013 è stata altresì pubblicata la riproduzione anastatica del primo libro  con traduzione e note: MARCI ANTONII NICODEMI, Tiburis Urbis Historia, Primae pentadis liber primus, curavit Roberto Borgia, ex unico edito et diligentissime servato exemplari in Romae Sapientiae Athenaei Bibliotheca Alexandrina (MARCO ANTONIO NICODEMI, Tiburis Urbis Historia, 1589, primo libro della prima Pentade, ristampa anastatica dell'unico esemplare conservato nella Biblioteca Alessandrina di Roma, con introduzione, traduzione e commento); Tivoli, 2013; ISBN 978-88-909269-0-7, contenente in appendice Berosi sacerdotis chaldaici Antiquitatum libri quinque ex editione anni 1498 (Venetiis) usque ad ed. anni 1659 , il falso testo pubblicato da Annio da Viterbo, che il Nicodemi ebbe presente nella stesura della sua opera relativamente a Noè ed Ercole egizio. 
La riproduzione anastatica del secondo libro con traduzione e note: MARCI ANTONII NICODEMI, Tiburis Urbis Historia, Primae pentadis liber secundus, curavit Roberto Borgia, ex unico edito et diligentissime servato exemplari in Romae Sapientiae Athenaei Bibliotheca Alexandrina è stata pubblicata nel 2014; ISBN 978-88-909269-2-1. Ancora la riproduzione anastatica del secondo e terzo libro con traduzione e note: MARCI ANTONII NICODEMI, Tiburis Urbis Historia, Primae pentadis liber secundus et tertius è stata pubblicata nel 2016; ISBN 978-88-909269-4-5. Ancora la riproduzione anastatica del quarto libro con traduzione e note è stata pubblicata nel 2017; ISBN 978-88-909269-5-2. Infine la riproduzione anastatica del quinto libro con traduzione, note e indice dei nomi presenti nell'intera opera è stata pubblicata nel 2021: ISBN 978-88-943303-1-1.